# Palazzetto dei Nobili
O Palazzo della Congregazione dei Nobili (Palácio da Congregação dos Nobres), mais conhecido como o Palazzetto dei Nobili (Palácio dos Nobres) ou Oratorio dei Nobili (Oratório dos Nobres), é um edifício histórico de la cidade de L'Aquila  (Itália).
O Palácio é localizado no centro de L'Aquila, em Piazza Santa Margherita, 2.

## História
O Palácio da Congregação dos Nobres é um exemplo típico da arquitectura maneirista italiana
Depois do terremoto de L'Aquila de 2009, o edifício foi restaurado e reinaugurado em setembro de 2012.
Hoje o Palácio da Congregação dos Nobres é a sede da Comissão Eleitoral da Capital Europeia da Cultura. 
No Palazzetto dei Nobili a Prefeitura de L'Aquila também organiza importantes exposições de arte.